# Hylaeus riekianus
Hylaeus riekianus är en biart som beskrevs av Houston 1981. Hylaeus riekianus ingår i släktet citronbin, och familjen korttungebin. Inga underarter finns listade i Catalogue of Life.

## Bildgalleri

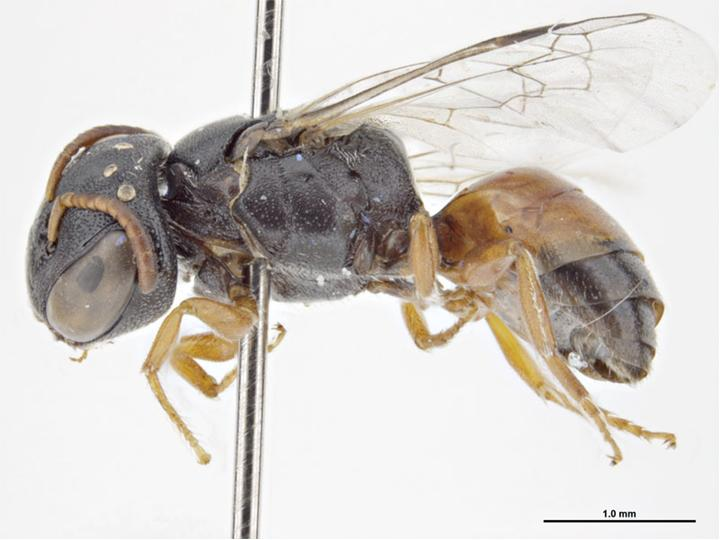
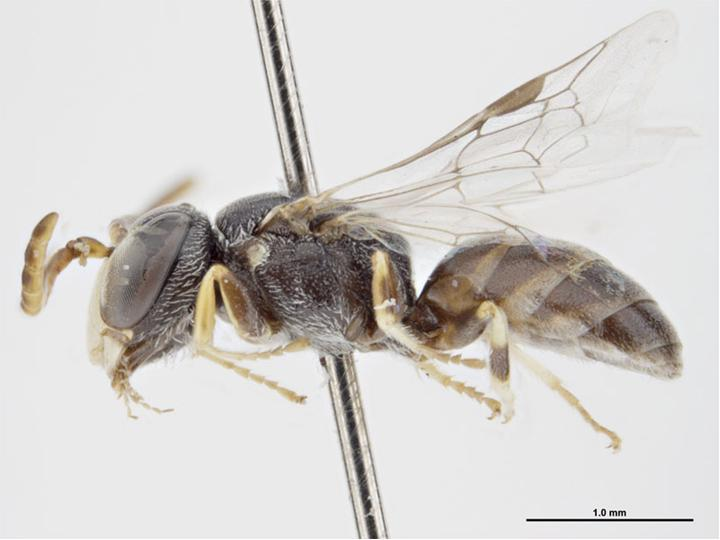